# Blixa Bargeld
Blixa Bargeld (născut Christian Emmerich, n. 12 ianuarie 1959, Berlinul Occidental, Germania sub ocupație aliată) este un muzician german, activ într-o gamă largă de domenii artistice. Este cunoscut în special pentru lucrările sale de studio și spectacolele live cu grupurile Einstürzende Neubauten, Nick Cave and the Bad Seeds și ANBB. Numele său de scenă este compus Blixa, o marcă germană de stilouri, și Bargeld, care înseamnă „numerar” în limba germană. Bargeld se referă și la artistul dadaist german Johannes Theodor Baargeld.   